# Paul-André Meyer
Paul-André Meyer (Boulogne-Billancourt, 21 de agosto de 1934 — 30 de janeiro de 2003) foi um matemático francês. Trabalhou com processos estocásticos.
Meyer estudou a partir de 1954 na Escola Normal Superior de Paris e obteve um doutorado em 1961, orientado por Jacques Deny. Foi professor do IRMA (Institut de Recherche Mathématique) da Universidade de Estrasburgo.

## Obras
- Martingales and stochastic integrals I (= Lecture notes in Mathematics. 284). Springer, Berlin/Heidelberg/New York 1972, ISBN 3-540-05983-0
- com Philippe Priouret & Frank Spitzer: Ecole d'Eté de Probabilités de Saint-Flour. 3, 1973 (= Lecture notes in mathematics. 390). Springer, Berlin/Heidelberg/New York 1974, ISBN 3-540-06816-3
- (Editor): Séminaire de Probabilités IX. Springer, Berlin/Heidelberg/New York 1975, ISBN 3-540-07178-4
- com Claude Dellacherie: Probabilités et potentiel. Hermann, 1975
- com Claude Dellacherie: Probabilities and Potential. North Holland 
  - Parte A. 1978, ISBN 072040701X
  - Parte B: Theory of Martingales. 1982, ISBN 0444865268
  - Parte C: Potential theory for discrete and continuous semigroups. 1988, ISBN 0444703861
- Quantum Probability for probabilists (= Lecture notes in mathematics. 1538), Springer, Berlin [u.a.] 1993, ISBN 3-540-56476-4; 2ª Edição ebd. 1995, ISBN 3-540-60270-4